# Vervloekt zij de vrucht van uw schoot...
Vervloekt zij de vrucht van uw schoot ...  is het vijfde album uit de stripreeks Samber van Yslaire. Dit vijfde album situeert zich enkele jaren na het vierde album Moeten wij dan samen sterven... dat zich afspeelde tijdens de revolutie van 1848. Het wordt ook voorgesteld als het eerste hoofdstuk van de derde generatie (1856-1871). Met dit boek wordt een eerste keer duidelijk dat Yslaire aan een grootse saga begonnen is dat zich over meerdere generaties uitstrekt.

## Verhaallijn
Brest, september 1856. We vinden Julie Saintange terug als gevangene. Ze wordt bij de gevangenisdirecteur geroepen waar ze verneemt dat haar zoontje is geadopteerd. Daar ziet Julie ook neef Guizot die haar een voorstel doet om een nieuw leven te beginnen in Guyana. Ze weigert hooghartig en vliegt voor een maand in het cachot. Guizot bezoekt haar daarna terug en brengt nieuws over haar zoontje dat bij zijn tante Sarah is. Dit keer aanvaardt Julie om naar Guyana te gaan.
La Bastide, mei 1857. Bernard-Marie is opgenomen in het huis van zijn tante Sarah Samber. Zij leert hem over zijn grootvader, Hugo Samber, en zijn boek “de oorlog van de ogen”. Ze preekt vol lof over zijn vader, Bernard Samber, die in de revolutie van 1848 is gestorven. Maar over zijn moeder, Julie Saintange, spreekt ze pas als ze op het kerkhof in het familiegraf van de Sambers zijn. Als Bernard-Marie hoort dat zijn moeder hem als wees heeft achtergelaten, weigert hij dit te geloven. Tante Sarah wil hem nog troosten, maar als hij te halsstarrig is, vraagt Sarah de meid Rosine om hem in het familiegraf op te sluiten. ‘s Nachts wordt hij door een rat aangevallen en verwond aan een oog. Als Bernard-Marie ’s anderendaags door de knecht wordt opgehaald, blijkt hij één zwart en één rood oog te hebben, even rood als dat van zijn moeder.